# Ostrówek (województwo pomorskie)
Ostrówek – osada w Polsce położona w województwie pomorskim, w powiecie człuchowskim, w gminie Koczała.
W latach 1975–1998 miejscowość administracyjnie należała do województwa słupskiego.
W 1905 roku wieś zamieszkiwało 41 osób.
Osada wchodzi w skład sołectwa Starzno, gminy Koczała.